# Бегунчик маленький
Бегунчик маленький (лат. Bembidion pygmaeum) — вид жуков-жужелиц из подсемейства трехин. Распространён в Европе и России (на российской Восточно-Европейской равнине). Длина тела имаго 3,5—4 мм. Тело бронзовое, иногда с зелёным или голубым оттенком. Низ первого членика усиков, основание бёдер и голени рыжие. Иногда перед вершиной надкрылий имеется круглое жёлтое пятно.